# Pittsburgh Pirates (bejzbol)
Pittsburgh Pirates je poklicna bejzbolska ekipa iz Pittsburgha v Pensilvaniji. Njeno moštvo igra v Vzhodni diviziji Narodne lige v Glavni bejzbolski ligi in ima pet zmag na Svetovni seriji. Glavni vzdevek moštva je »Pirates« (Piratje), a so pogosto klicani tudi »Bucs« in »Buccos« (okrajšava za angl. buccaneer- gusar, pirat).
Klub se je Narodni ligi pridružil leta 1887 v njeni šesti sezoni in že vse od začetka bil precej uspešen: med letoma 1901 in 1903 je kar trikrat zmagal, zadnje leto pa igral tudi na prvi Svetovni seriji, na kateri je prvič zmagal šest let kasneje pod vodstvom kija Honusa Wagnerja. Med njegovo dolgo zgodovino je uspeh kluba večkrat precej nihal. Verjetno najslavnejši trenutek ekipe je zmagoviti domači tek Billa Mazeroskija, ki je klubu prinesel zmago na 7. tekmi Svetovne serije, kar se je takrat edinkrat zgodilo z domačim tekom. Pod vodstvom Roberta Clementeja so zmagali še na Svetovni seriji leta 1971, zadnjič pa so domov odnesli šampionske prstane leta 1979 pod sloganom »Mi smo družina« in vodstvom »Fotra« Willieja Stargella. Skupen izkupiček moštva na Svetovnih serijah je pet zmag in dva poraza, zanimivo pa je klub vedno, ko je na njej zmagal, za to potreboval sedem tekem. Po uspehu v rednem delu sezone v zgodnjih 90. letih 20. stoletja in treh nastopih na Seriji za Narodno ligo je klub nedavno imel precej težav - že 19 let med rednim delom sezone ni uspel zbrati več zmag kot porazov, kar je tovrsten rekord v zgodovini severnoameriških poklicnih športov.